# Acacia zygia
Acacia zygia là một loài thực vật có hoa trong họ Đậu. Loài này được (DC.) Baillon ex Drake miêu tả khoa học đầu tiên năm 1902.